# Morriondo
Morriondo es una localidad del municipio leonés de Quintana del Castillo, en la Comunidad Autónoma de Castilla y León. 
La iglesia está dedicada a La Exaltación de la Santa Cruz.

## Localidades limítrofes
Confina con las siguientes localidades:
- Al norte con San Feliz de las Lavanderas.
- Al este con Ferreras.
- Al oeste con La Veguellina y Castro de Cepeda.

## Demografía
Evolución de la población
| Gráfica de evolución demográfica de Morriondo entre 2000 y 2017    |
|                                                                    |
| Población de derecho (2000-2017) según el padrón municipal del INE |

## Historia
Así se describe a Morriondo (escrito Monriondo) en el tomo XI del Diccionario geográfico-estadístico-histórico de España y sus posesiones de Ultramar, obra impulsada por Pascual Madoz a mediados del siglo XIX:

Lugar en la provincia de León, partido judicial y diócesis de Astorga, audiencia territorial y capitanía general de Valladolid, ayuntamiento de Sueros; Situado en la Cepeda. En terreno desigual; su clima es bastante sano. Tiene unas 18 casas; escuela de primeras letras por temporada; iglesia anejo de Ferreras, y buenas aguas potables. Confina N Riofrío; E Carrizo; S Cogorderos, y O la matriz. El terreno es de mala calidad, pedregal y barrizoso. Producciones: centeno, patatas y pastos, cría ganados y alguna caza. Industria: corte de leñas y urces que llevan los moradores a Astorga. Población: 16 vecinos, 72 almas. Contribución: con el ayuntamiento.
Diccionario geográfico-estadístico-histórico de España y sus posesiones de Ultramar